# Arnöleden
Arnöleden är en allmän färjeled i Mälaren till och från Arnö som drivs av Trafikverket och är avgiftsfri. 
Ännu på 1980-talet kunde man nå Arnö enbart österifrån via en numera nedlagd färja över Stabyfjärden mellan Strandby och Staxhammar som invigdes 1931. Nuvarande Arnöleden inrättades 1983. Färjan går mellan Oknö och Arnö över Arnöfjärden, som här är cirka 800 meter bred och 30 meter djup. Den lindragna färjan Lina tar maximalt 10 personbilar per tur. Max lastvikt 40 ton. Färjan ligger normalt på fastlandssidan (Oknön).

## Bilder

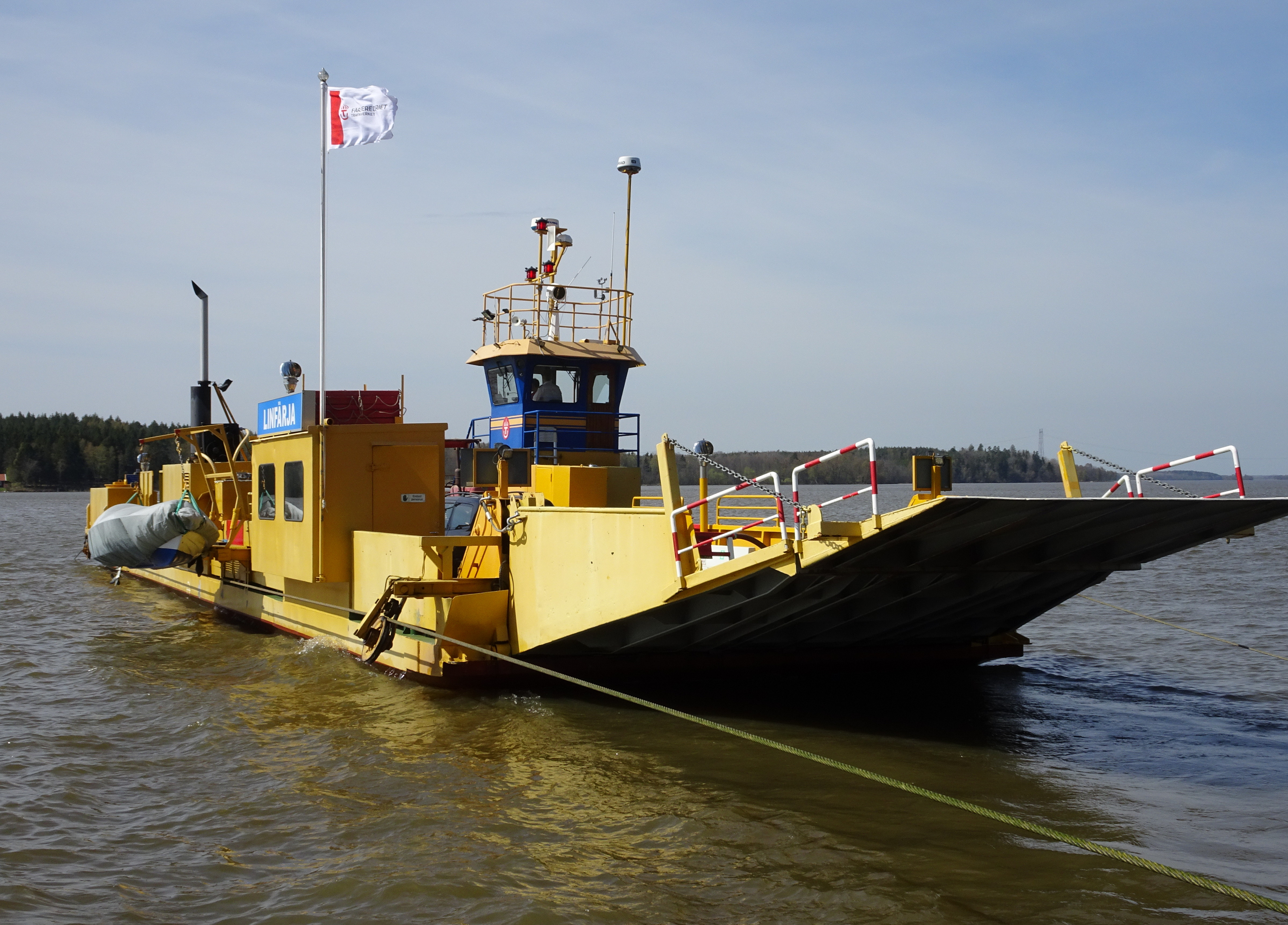
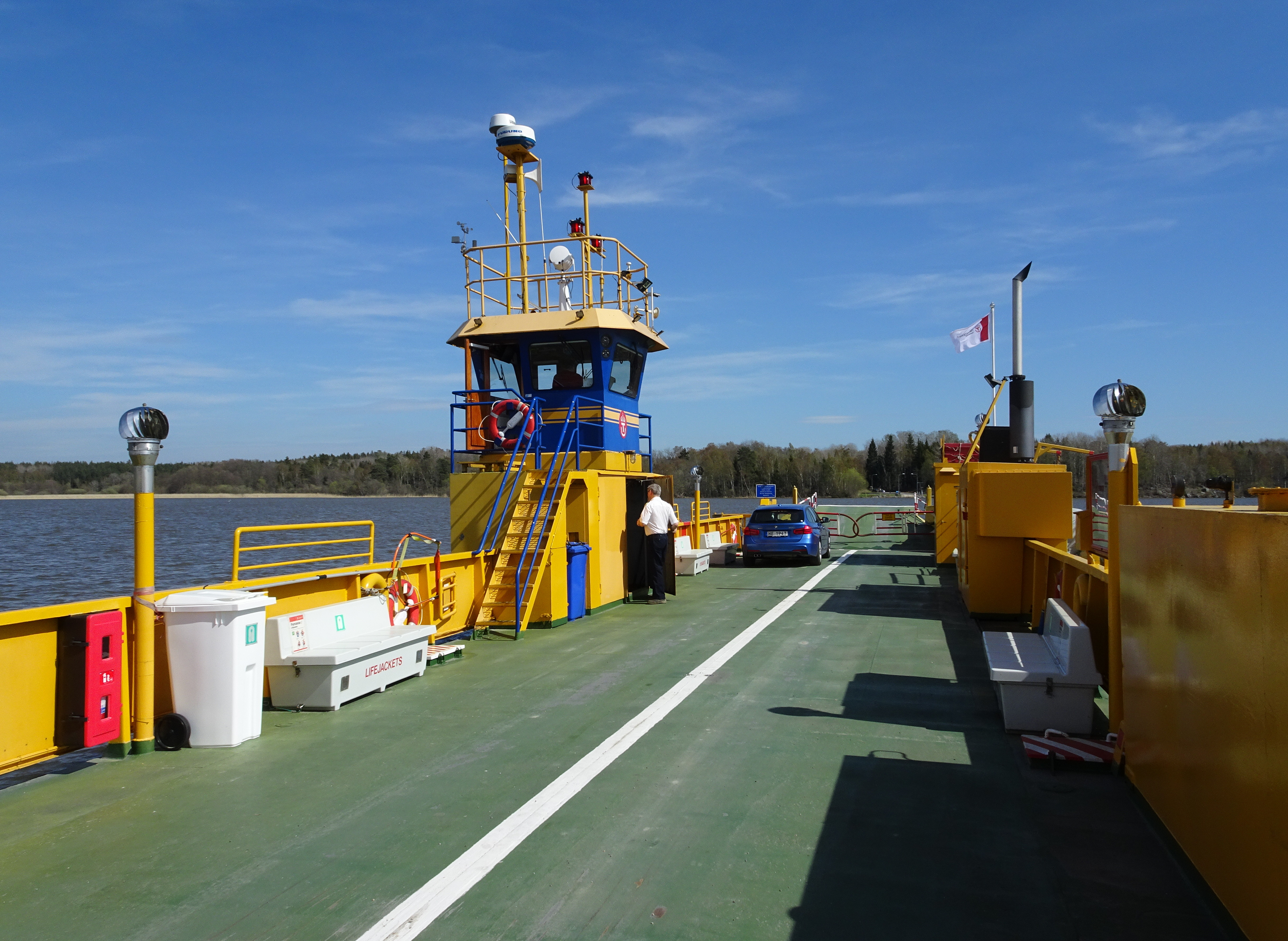
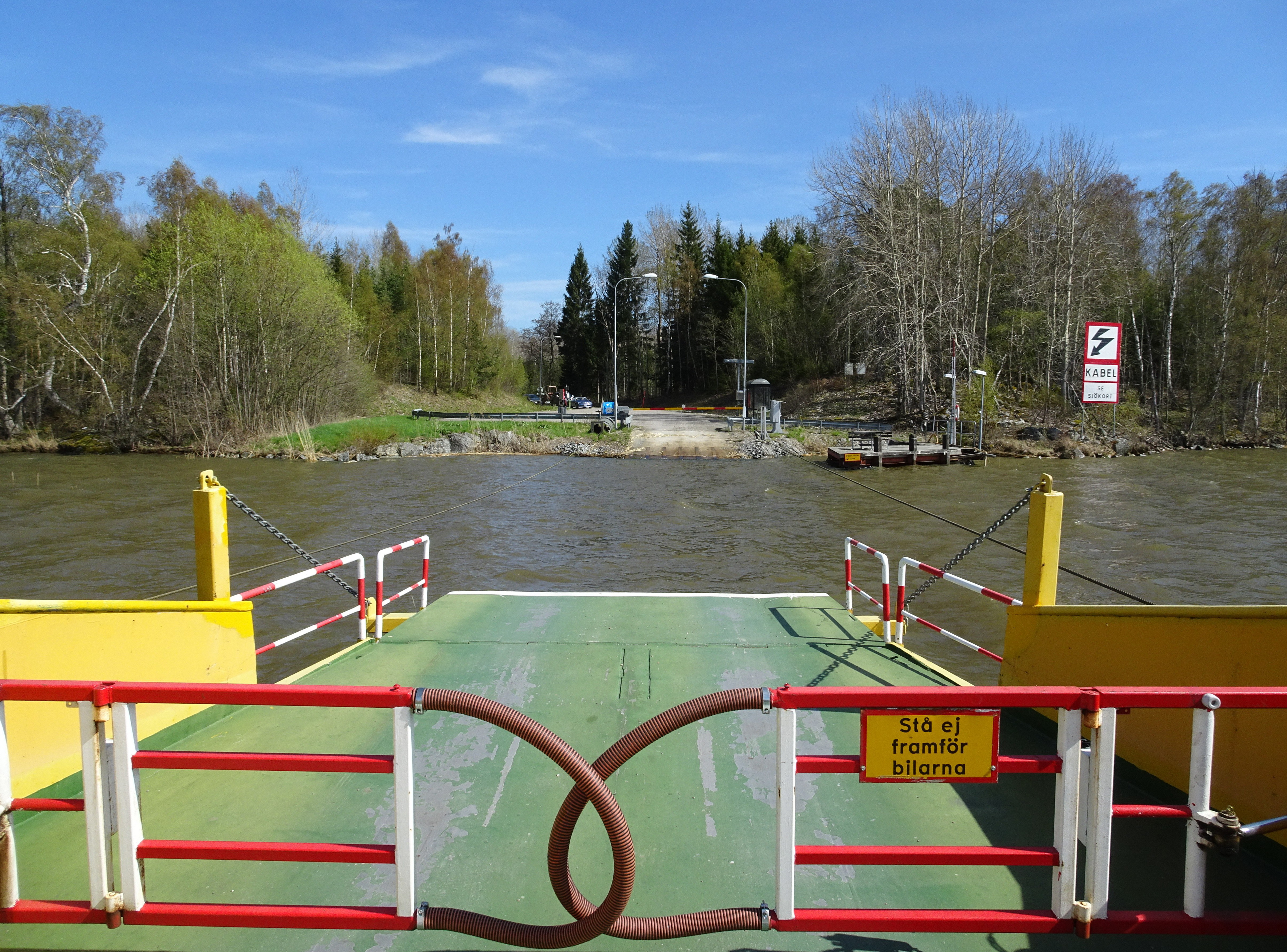
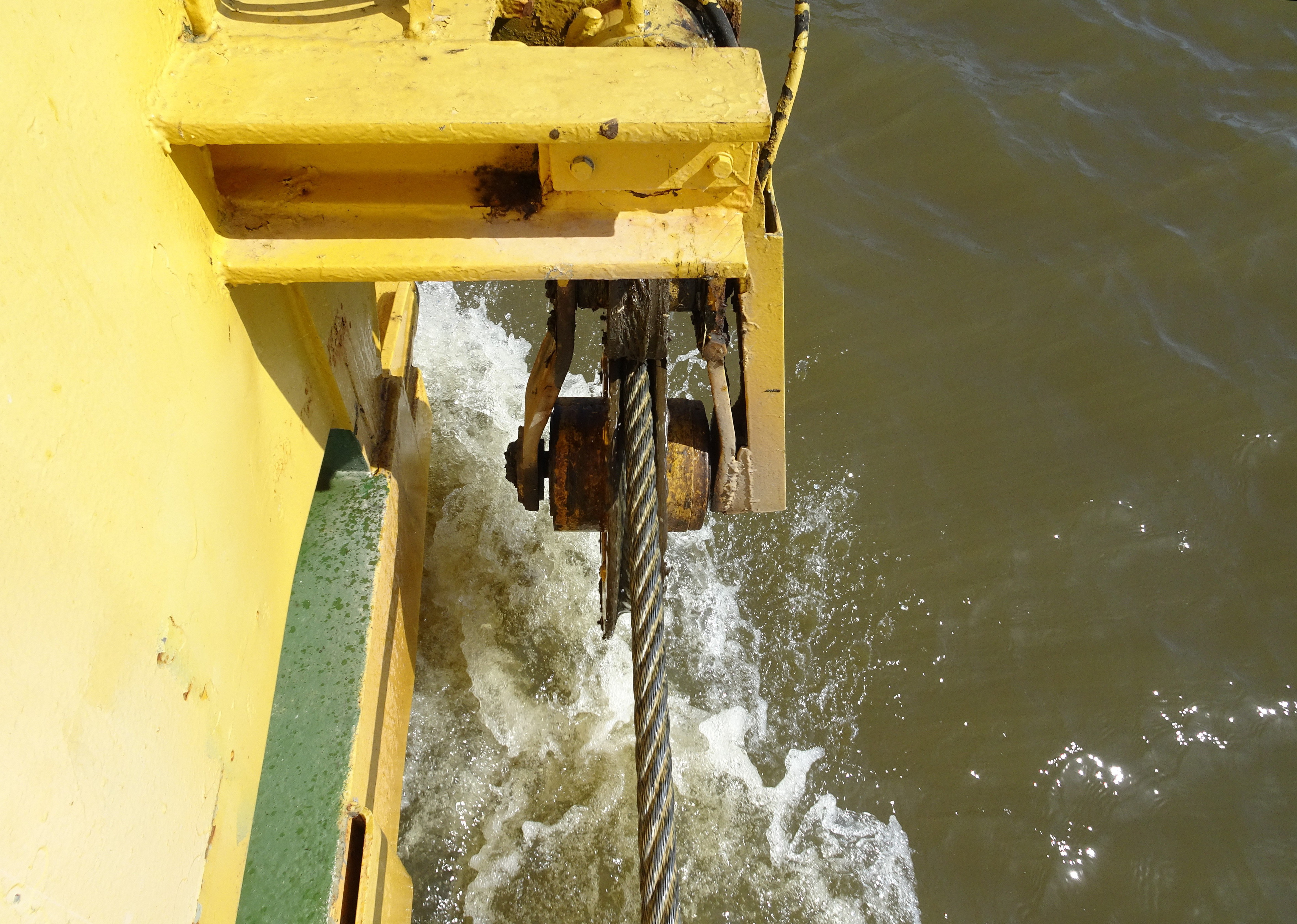